# London thất thủ
London thất thủ (tựa gốc: London Has Fallen) là một bộ phim hành động giật gân của Mỹ năm 2016 do Babak Najafi đạo diễn, kịch bản viết bởi Creighton Rothenberger, Katrin Benedikt, Chad St. John và Christian Gudegast. Đây là phần tiếp theo từ bộ phim năm 2013 Nhà Trắng thất thủ của Antoine Fuqua, với sự tham gia của Gerard Butler, Aaron Eckhart và Morgan Freeman. Dàn diễn viên phụ gồm Alon Moni Aboutboul, Angela Bassett, Robert Forster, Jackie Earle Haley, Melissa Leo, Radha Mitchell, Sean O'Bryan, Waleed Zuaiter và Charlotte Riley.

## Nội dung
Cơ quan tình báo của các quốc gia G8 tìm ra nơi ẩn náu của tên trùm khủng bố Aamir Barkawi, họ cử máy bay của Không quân Mỹ đến ném bom vào ngày diễn ra đám cưới của con gái hắn. Vụ ném bom đã giết chết gia đình của Barkawi và dường như Barkawi cũng đã chết.
Hai năm sau, Thủ tướng Anh James Wilson đột ngột qua đời và các nguyên thủ quốc gia của G7 chuẩn bị đến London để dự đám tang của ông ta. Giám đốc Cơ quan Mật vụ Hoa Kỳ Lynne Jacobs và Đặc vụ Mike Banning sẽ hộ tống Tổng thống Benjamin Asher đến đám tang. Thời gian này Leah, vợ của Banning, đang mang bầu và sẽ sinh con trong vài tuần nữa. Khi Asher đến Nhà thờ Thánh Paul thì một tổ chức khủng bố bắt đầu tấn công khắp thành phố London. Chúng cải trang thành lực lượng chính phủ, giết chết năm nguyên thủ quốc gia phương Tây và phá hủy những địa danh nổi tiếng. Kẻ cầm đầu bọn khủng bố là Kamran, con trai của Barkawi. Banning đưa Asher đến chỗ máy bay trực thăng Marine One để tẩu thoát, sau đó bọn khủng bố sử dụng tên lửa FIM-92 Stinger bắn chiếc trực thăng khiến nó rơi xuống Công viên Hyde. Jacobs chết do bị thương nặng. Banning và Asher xuống tàu điện ngầm khi thành phố bị mất điện và tất cả người dân đều ẩn náu trong nhà.
Ở Washington, D.C., Phó Tổng thống Allan Trumbull điều tra vụ khủng bố với chính phủ Anh trong khi cố gắng xác định vị trí của Asher. Ông nhận được cuộc gọi từ Barkawi, người vẫn còn sống và đang hoạt động ở Sana'a. Barkawi muốn trả thù cho cái chết của con gái hắn nên đã hạ độc Wilson để lừa các nguyên thủ quốc gia của G7 đến London rồi ám sát họ, hắn còn tuyên bố sẽ cho Kamran bắt Asher và hành quyết anh trong lúc phát trực tiếp cho cả thế giới xem.
Banning và Asher đến một nhà an toàn của MI6, gặp được Đặc vụ Jacquelin "Jax" Marshall. Trumbull thông báo rằng ông sẽ cử một lực lượng đặc nhiệm đến giải cứu họ. Một lát sau, camera quan sát cho thấy Lực lượng Delta đang đến gần nhưng Banning đã nhận ra chúng chính là thuộc hạ của Kamran giả mạo. Banning chiến đấu và giết hết bọn khủng bố rồi đưa Asher lên xe tẩu thoát nhưng chiếc xe bị tấn công và Asher bị bắt đi. Sau đó Banning gặp được một lực lượng đặc nhiệm kết hợp giữa Delta và SAS, họ nghi ngờ có gián điệp trong chính phủ Anh.
Nhân viên của Trumbull tìm ra sào huyệt của Kamran rồi báo cho Banning. Lực lượng đặc nhiệm nã đạn vào tòa nhà của bọn khủng bố, Banning xâm nhập vào trong và cứu mạng Asher kịp thời trước khi Kamran có thể chặt đầu anh. Banning và Asher chạy thoát khi lực lượng đặc nhiệm cho nổ tung tòa nhà, giết chết Kamran và tất cả bọn khủng bố. Chính phủ Anh bắt đầu khôi phục hệ thống an ninh của London, Jax cũng tìm ra tên gián điệp và bắn chết hắn. Trumbull gọi cho Barkawi, thông báo rằng kế hoạch của hắn đã thất bại, sau đó máy bay Mỹ đến ném bom vào sào huyệt của Barkawi, lần này tên trùm khủng bố đã chết thật sự. Hai tuần sau, Banning và Leah chào đón đứa con đầu lòng của họ. Khi Banning đang viết một lá đơn xin từ chức thì anh thấy Trumbull phát biểu trên truyền hình rằng nước Mỹ sẽ trường tồn mãi mãi, anh quyết định xóa lá đơn.